# Felix Körling
John Felix August Körling, född 17 december 1864 i Kristdala, Kalmar län, död 8 januari 1937 i Halmstad, Hallands län, var en svensk kompositör, kyrkomusiker och musikpedagog. Han var bror till Sven Körling och son till August Körling.

## Biografi
Körling tog organist-, kyrkosångar- och musiklärarexamen 1886 vid Kungliga Musikkonservatoriet. Han var musiklärare vid högre allmänna läroverket i Halmstad åren 1889–1926 och organist i Sankt Nikolai kyrka från 1890 och verkade även som körledare. Hans centrala roll för musiklivet i Halmstad märks också på att han var med och grundade både orkesterförening och körsällskap.
Körling skrev operetter, scenmusik och sånger. Idag är han mest känd för att likt den samtida Alice Tegnér vara en mycket uppskattad kompositör av barnvisor. Under sin ungdomstid i Ystad medverkade Felix Körling som violinist i en stråkkvartett där även  Salomon Smith (violin) och fadern August Körling (cello) ingick. Han gav ut musikboken Kisse-Misse-Måns och andra visor (1913) med illustrationer av Hilding Nyman. En samling av hans visor, Felix Körlings bästa barnvisor, gavs ut 1947.
1896 gifte sig Felix Körling med Ellen Elisabeth Sundin  född i Sunne 1870. Paret fick tre barn: Einar Felix, Torkel och Maja Lisa.

## Visor
- "Ack, nu är det vinter och skidan hon slinter", text av Zacharias Topelius
- "Den vresige Lasse"
- "En liten låt ôm vår'n", text av Gustaf Fröding
- "Ett gammalt fult och elakt troll det var en gång"
- "Kisse-Misse-Måns"
- "Nej se det snöar"
- "Når dä lir imot vårn", text av Oscar Stjerne
- "Om ja fick 5 öre"
- "Tomtegubben som hade snuva"
- "Tre trallande jäntor", text av Gustaf Fröding
- "Vandringssång" ("Vi vandra genom skogen")
- "Till grönskande skogen en sommardag", musik av Schubert, text av Körling